# Медерове (станція)
Медерове — проміжна залізнична станція 5 класу Знам'янської дирекції Одеської залізниці.
Розташована в селі Медерове Кропивницького району Кіровоградської області на лінії Знам'янка — Долинська між станціями Сахарна (9,5 км) та Шарівка (12 км).

## Історія
Технологічна проміжна станція 5 класу, була побудована в малонаселеній місцевості в 1873 році.
Її відкриття дозволило прискорити заселення цього краю. Поруч зі станцією виникли села Новоолександрівка, Новоданилівка, засновані переселенцями з усіх губерній України.
Походження назви невідомо. Вантажна робота в даний час не проводиться. Пов'язана приміським сполученням із Знам'янкою.